# Rob-Vel
Rob-Vel, de seu verdadeiro nome Robert Velter, 19 de fevereiro de 1909, Paris - 27 de Abril de 1991, Saint-Malo), foi um desenhador de Banda Desenhada.

## Biografia

### A estreia na Banda Desenhada (1936-1937)
Tal como Spirou, Velter começou a sua carreira aos 16 anos como ascensorista, no Hotel Ritz Charlton, Londres. Foi nesse trabalho que conheceu o cartunista americano Martin Branner e se tornou seu assistente na criação das pranchas de Winnie Winkle entre 1934-1936. Ao voltar a França em 1936, criou, usando o pseudónimo de Bozz, a personagem Subito para o Le Petit Parisien. Em 1937 desenha as aventuras do personagem Tom Zé (Toto), Banda desenhada emblemática do jornal com o mesmo nome. A esposa de Rob-Vel, Davine, desenhava os cenários das aventuras de Tom Zé (Toto). Esta Banda Desenhada chamou a atenção do editor-impressor belga, Dupuis que pretendia lançar um jornal de Banda Desenhada para a Juventude.

### Rob-Vel e o Journal Spirou 1938-1943
A personagem do Spirou foi criada por Rob-Vel em 21 de Abril 1938, pelo lançamento do Jornal Spirou a pedido do editor Jean Dupuis. Criou também a série semanal Bíbor & Tribar e os gags de Babouche. A sua mulher, Davine, criou também a série Zizette.
A eclosão da Segunda Guerra Mundial, tornou difícil a comunicação entre Rob-Vel, mobilizado para a guerra, e a editora Dupuis. Era o seu amigo e pintor Luc Lafnet que coloria a lápis os cenários que Rob-Vel enviava da frente, para que o ritmo de publicação de um prancha semanal fosse respeitado. Após a morte de Lafnet, foi Davine que o substituiu, aumentando consideravelmente o realismo da série até à interrupção da publicação no Verão de 1940. Ferido e feito prisioneiro, Rob-Vel não estáva contactável quando o Jornal Spirou regressa. É então, Jijé que desenha a série até março de 1941. Nessa altura, Rob-Vel regressa e toma as rédeas do seu personagem e a viagem continua movendo-se fortemente em direcção à fantasia e à ficção científica com Spirou no planeta Zigomus. Após a proibição da imprensa livres, pelos Nazis em 1943, o que também afectava o Jornal Spirou, Rob-Vel decidiu vender a sua personagem à editora Dupuis.

### O pós-guerra:Bíbor & Tribar,SubitoeNimbus
Depois da guerra, criou Mr. Subito para os jornais diários até 1969. Retoma os personagens Bíbor & Tribar no semanário Pierrot de 1947 a 1951. Cria várias tiras infantis em jornais, tais como Lisette, L'Astucieux e Bravo, entre 1940 e 1950. Retomou em 1971 o personagem do Professor Nimbus de Andre Daix, sob o pseudónimo colectivo de "J. Darthel".
Pelos 33 anos de Spirou, arranjou tempo para desenhar uma história curta nostálgica de 4 páginas, com a participação de Cauvin. 
Dedicou-se à ilustração, assinou histórias no Jornal do Mickey, com o nome de Bozz, retirando-se, posteriormente, para Saint-Malo onde veio a morrer em 1991.
Quando morreu, o Jornal Spirou rendeu-lhe uma homenagem com a participação dos vários desenhadores das aventuras de Spirou.